# Bumannsburg
Die Bumannsburg, auch Bummannsburg, ist der Rest einer frühen Wallburganlage auf der südlichen Lippeseite des Bergkamener Stadtteils Rünthe in Nordrhein-Westfalen, die bis in die Zeit um 800 zurückreicht. Sie wird in keiner Quelle genannt. Ausgrabungen fanden 1898 und 1978 statt. Die Vegetationsentwicklung des 1. Jahrtausends im Umfeld der Bumannsburg lässt nach einer Pollenuntersuchung des Jahres 2006 drei Abschnitte hervortreten, nämlich einen kaiserzeitlichen mit zunächst eher römischer, dann rhein-weser-germanischer Landnutzung, danach die Wiederbewaldung nach 300, schließlich den frühmittelalterlichen Landesausbau ab 700 n. Chr.

## Geschichte
Bei der „Bumannsburg“, die nach einem alten Bauernhof, der bis 1847 in der Wallanlage stand, benannt wurde, handelt es sich um eine karolingisch-ottonische fünf Hektar große Wallburganlage, die vermutlicherweise ihren Ursprung in den Sachsenkriegen Karls des Großen (772–802) hatte.
Seit der preußische Offizier, Historiker und Numismatiker Ludwig Hölzermann (1830–1870) auf der Burg ein Römerlager vermutet hatte, wurde vergebens nach römischen Artefakten gesucht. Jedoch ließen sich in einer Profilsäule aus dem Jahr 2006 Pflanzen nachweisen, die erst die Römer in die Region gebracht hatten. Zu den Funden gehörten Pollen vom Walnussbaum und Koriander. Auch Pollen zweier Wildpflanzen, nämlich von Spitzklette und Feldmannstreu lassen sich in Nordrhein-Westfalen vor allem in römischer Zeit nachweisen. Besondere Bedeutung hat die Nahrungspflanze und Medizinalie Mannstreu, die schon die Griechen verzehrten. Auch sie wurde möglicherweise von den Römern mitgebracht und konnte sich in Flusstälern halten. Ob allerdings Römer als Bauern anwesend waren – darauf deuten Pollen von Getreide, Ackerwildkräutern wie etwa Ackerspörgel, Gänsefuß sowie Rittersporn hin – oder ob dortige Germanen deren Gebräuche übernommen haben, lässt sich auf diese Art nicht nachweisen. Um 100 lässt sich eine erneute Veränderung nachweisen, denn nun herrschte Viehwirtschaft vor, dazu ein eichenreicher Nutzwald, während die Ackerkräuter zurückgehen. Dies weist auf die Landnutzung der Rhein-Weser-Germanen hin. Im 4. und 5. Jahrhundert verschwinden nach und nach die Belege für menschliche Wirtschaftsformen, und Buchen- und Eichen-Hainbuchenwälder dominieren wieder, dazu Eschen und Ulmen, was dem natürlichen, wenig von Menschen beeinflussten Bewuchs entsprach. Die größte Ausdehnung erreichten die besagten Buchen- und Hainbuchenwälder um 650. Um 700 weist das Pollenspektrum auf den frühmittelalterlichen Landesausbau hin, zunächst in Form von Viehwirtschaft mit Hudewäldern. Um 800 findet man fast nur noch reine Eichenwälder. Die der Burg vorgelagerte Lippeaue blieb weiterhin weitgehend unberührt. Erst um 850 wurden weite Teile der Auenbruchwälder gerodet. Feuchtes Grünland mit Gräsern und Seggen dominiert zunehmend mit einem Höhepunkt um 950. Kornblumen als Wintergetreide deuten auf die Einführung der Dreifelderwirtschaft hin. Die gesamte Aue am Fuße der Burganlage wurde nunmehr viehwirtschaftlich genutzt. Weitere Vegetationsveränderungen in der Kulturlandschaft, die das Gebiet nunmehr darstellte, weisen auf die Errichtung der Wallanlagen der Burmannsburg in der zweiten Hälfte des 10. Jahrhunderts hin.
Im 9. bis 10. Jahrhundert hatte die Burg für das sie umgebende Umland eine zivile und militärische Bedeutung und diente im 13. Jahrhundert, belegt durch Bodenfunde, als Fliehburg für die Bevölkerung.

## Beschreibung
Das etwa rechteckige Kernwerk (etwa 120 mal 80 Meter) an der Nordseite der zweiteiligen Ringwallanlage zeigt nur noch an ihrer östlichen Seite einen drei Meter hohen Erdwall. Im Nordwesten befand sich die wesentlich größere Vorburg (etwa 4,9 ha) mit einem Bachdurchlass im Südosten und zwei Brunnen (1898 freigelegt) im südlichen Teil. Die Vorburg war mit einem Hauptwall und zwei Vorwällen ausgestattet, allesamt mit vorgelagerten Gräben. Im Nordosten befand sich wohl eine Toranlage. Der östliche Hauptwall setzt sich gegen Norden fort und endet am Prallhang eines Lippearmes. Im Südosten fließt ein heute kanalisierter Bach in die Anlage. Die Gestalt der Befestigung ist an dieser Stelle unklar.
Ausgrabungen fanden 1898, unter Leitung von Carl Schuchhardt, und 1978 statt. Im Jahr 1898 fanden sich im Süden der Vorburg zwei Brunnen, die freigelegt wurden. Bei der Ausgrabung im Jahr 1978 trat ein gut erhaltenes hölzernes Kastenwerk unter einem Wall zu Tage.
Funde zeigen Keramikfragmente von rheinischen Pingsdorfer Gefäßen (um 900), zahlreiche Scherben von sogenannten Kugeltöpfen (10. bis 12. Jh.) und an der Stelle, wo der Wasserverlauf die Walllinie schneidet, wurden 1936 in einer 2,5 Meter starken  Moorschicht guterhaltene Hölzer gefunden. Am 5. Juli 1990 wurde das Bodendenkmal „Bumannsburg“ in die Denkmalliste der Stadt Bergkamen eingetragen.